# Beatriz Argimón

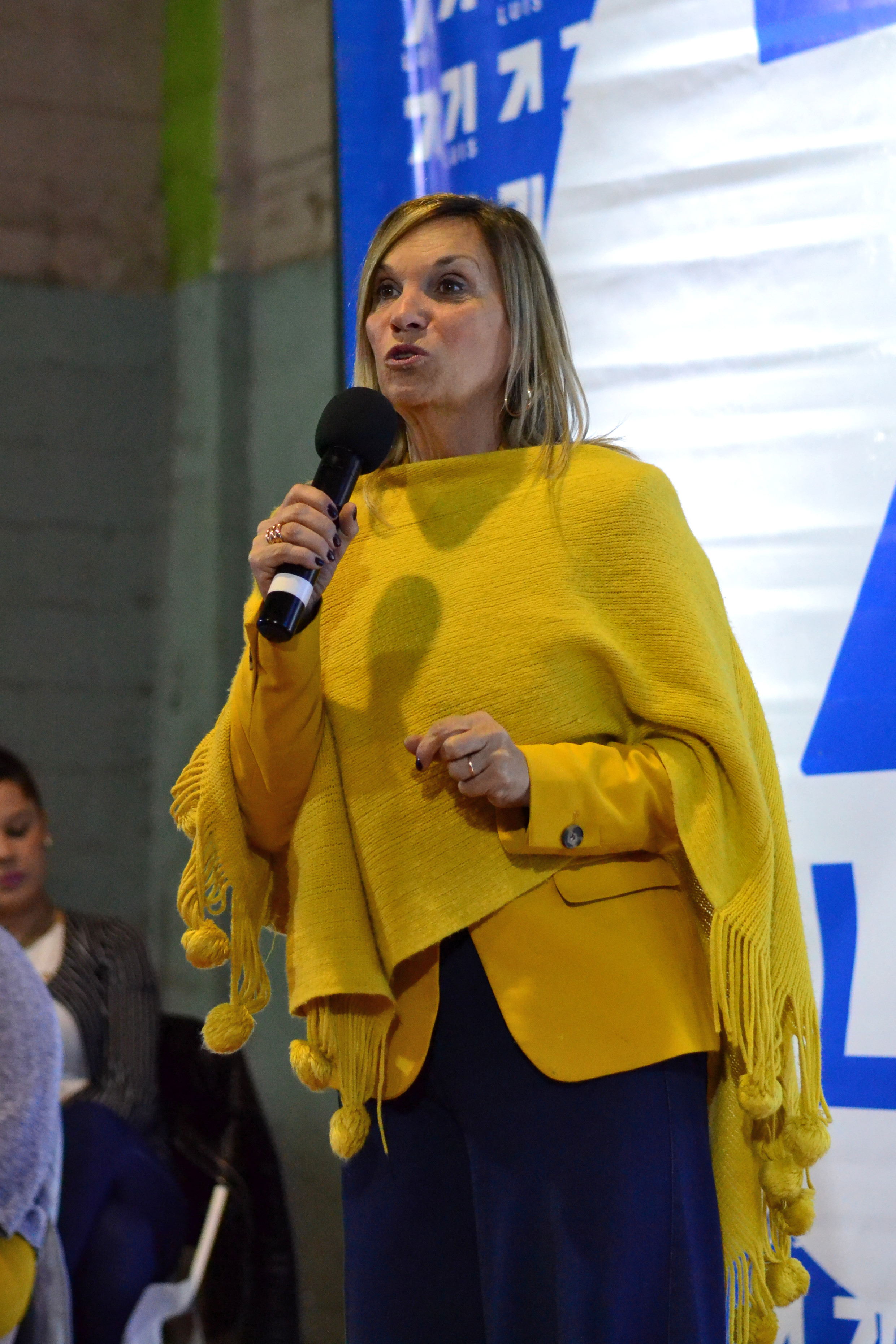
Beatriz Argimón (2019)

Beatriz Argimón Cedeira (* 14. August 1961 in Montevideo) ist eine uruguayische Notarin und Politikerin. Sie gehört dem Partido Nacional an. Seit März 2020 ist sie die Vizepräsidentin Uruguays.
In der Stichwahl der Präsidentschaftswahl am 24. November 2019 setzte sich die Wahlformel Luis Alberto Lacalle Pou / Beatriz Argimón mit 48,71 Prozent der Stimmen gegen Daniel Martínez / Graciela Villar (47,51 Prozent) durch.